# Ladies of the Canyon
Ladies of the Canyon er Joni Mitchells tredje album, indspillet i 1969-70 og udsendt i 1970. Det indeholder tolv sange skrevet og produceret af Mitchell selv. I modsætning til på de to tidligere album, hvor hun selv stod for så at sige al musikalsk udfoldelse, medvirker på dette album flere andre musikere.
Den canyon, der refereres til i titlen, er Laurel Canyon i Los Angeles, som var denne bys centrum for en række af den tids store musikernavne. Ud over Mitchell boede her også hendes daværende kæreste Graham Nash, de øvrige medlemmer af Crosby, Stills, Nash & Young samt musikere som Frank Zappa og The Byrds.
Albummet bygger musikalsk videre på de folkrock-udtryk, der findes på Joni Mitchells to første album med en variation, der også peger videre mod de følgende mere eksperimenterende album.

## Sange
| Side 1 1. "Morning Morgantown" – 3:12 Et malerisk portræt af en lille by, muligvis Morgantown i West Virginia 2. "For Free" – 4:31 Sangen kontrasterer gademusikantens situation med hendes egen berømmelse, idet hun i stor udstrækning glorificerer førstnævnte. Sangen afsluttes med en markant klarinetsolo som symbol på gademusikanten. 3. "Conversation" – 4:21 Beskrivelse af en følsom kvindes affære med en succesfuld mand, der har en overfladisk kone. 4. "Ladies of the Canyon" – 3:32 Tre markante kvinder fra Laurel Canyon hyldes i denne sang: Trina Robbins, tegner og designer, Annie Burden, der serverede økologisk mad med et barn på hoften, og Estrella Berosini, en ganske ung cirkusartist og sanger som Mitchell havde mødt i Florida nogle år forinden. 5. "Willy" – 3:00 Sangen handler om Mitchells forhold til hendes daværende kæreste, Graham Nash (hans mellemnavn er William, og hun kaldte ham ofte Willy), hvor rollerne mellem dem er vendt på hovedet, så det er kvinden i sangen, der er den krævende part. 6. "The Arrangement" – 3:32 Samme tema som i "Conversation". | Side 2 1. "Rainy Night House" – 3:22 En sang til Leonard Cohen, som Mitchell tidligere havde haft en affære med. Sangen kan ses som en endelig afslutning herpå. 2. "The Priest" – 3:39 3. "Blue Boy" – 2:53 Albummets anden sang til Graham Nash. 4. "Big Yellow Taxi" – 2:16 En sang i hurtigt tempo om at passe på naturen. Den blev til under et besøg på Hawaii, som hun foretog sammen med Graham Nash. Dette kan blandt andet ses af referencen til Pink Hotel og Tree Museum. 5. "Woodstock" – 5:25 Joni Mitchell skulle oprindeligt (sammen med Crosby, Stills, Nash & Young) have optrådt på Woodstockfestivalen, men rygter om overvældende publikumstal fik hendes manager til at frygte for hendes sikkerhed og opfordrede hende til at blive væk. I stedet så hun optagelser fra festivalen i tv. Dette inspirerede hende til at skrive sangen. 6. "The Circle Game" – 4:50 Sangen var skrevet flere år forinden, inspireret af Neil Youngs "Sugar Mountain", og indspillet af andre musikere, inden Mitchell selv udgav den. Den handler om en drengs opvækst, men i modsætning til Youngs sang giver "The Circle Game" drengen håb for fremtiden. |

## Medvirkende
Joni Mitchell stod selv for store dele af indspilningen, idet Henry Lewy dog var tekniker. 
Mitchell sang selv de fleste stemmer og spillede guitar og klaver på albummet. Herudover medvirkede Teressa Adams på cello (arrangeret af Don Bagley), Milt Holland på slagtøj, Paul Horn på klarinet og fløjte og Jim Horn på barytonsaksofon. The Saskatunes og  The Lookout Mountain United Downstairs Choir (Crosby, Stills, Nash & Young) sang kor, sidstnævnte på "The Circle Game".

## Cover
Det originale cover er igen skabt af Joni Mitchell selv. På en hvid baggrund ses en del af konturen af en kvinde, tydeligvis Mitchell selv. Denne simple tegning brydes af et afsnit, muligvis kvindens sjal, der med stærke farver viser nogle huse i et frodigt landskab malet i en naivistisk stil.

## Andre udgaver af sange fra albummet
Allerede tidligt blev flere af sangene fra albummet fortolket af andre kunstnere. I udgivelsesåret udkom således en rockende udgave af "Woodstock" med Crosby, Stills, Nash & Young, der blev et pænt hit i USA. Samtidig nåede Ian Matthews og hans band Southern Comfort førstepladsen i England med sin version af sangen.
Den muntre "Big Yellow Taxi" med sin miljøkritik er blevet fortolket af en række andre kunstnere. Bob Dylan inkluderede en version på albummet Dylan fra 1973, og Melanie indspillede ligeledes sangen på et tidligt tidspunkt. I 1990'erne blev nummeret blandt andet indspillet af Amy Grant, der fik et mindre hit med det. Ligeledes optræder nummeret i en sampling på Janet Jacksons nummer "Got 'Til It's Gone" (der også er en linje fra sangen) fra albummet The Velvet Rope fra 1997. Den seneste kommercielt succesfulde udgave af nummeret er lavet af Counting Crows til albummet Hard Candy fra 2002 og senere på soundtracket til filmen To ugers opsigelse fra samme år.
"The Circle Game" findes også i en udgave med Tom Rush.